# Francisco Michea
Francisco Javier Michea Michea (* 24. Dezember 1978 in Combarbalá) ist ein ehemaliger chilenischer Fußballspieler, der auf der Position eines Mittelfeldspielers eingesetzt wurde. Heute ist er als Fußballtrainer tätig.

## Karriere
Francisco Michea begann seine Karriere 1996 bei Regional Atacama und spielte nach dessen Auflösung mehrmals für den Nachfolgeklub Deportes Copiapó, bei dem er 2011 auch seine Karriere beendete. Während seiner Karriere lief er zudem für Deportes Ovalle, Naval, CD O’Higgins und Coquimbo Unido auf.
Nach seiner Spielerkarriere übernahm er 2016 interimsweise das Traineramt bei Deportes Copiapó. Nach seinem Engagement bei Deportes Vallenar in der Segunda División von 2016 bis 2017 trainierte er Amateurklubs.